# Gyêgu
La ville de Gyêgu (tibétain : སྐྱེ་དགུ་མདོ་, Wylie : skye dgu mdo, pinyin tibétain : Gyêgu, THL : kyegu do ; translittération en chinois : 结古街道 ; pinyin : jiégǔ jiēdào ; litt. « quartier de Jiegu ») dont l'ancien nom en tibétain était Jyekundo (tibétain : སྐྱེ་རྒུ་མདོ, Wylie : skye rgu mdo, THL : kyegu do ; chinois : 结古镇 ; pinyin : jiégǔ zhèn ; litt. « Bourg de Jiegu »)[réf. nécessaire], est le chef-lieu de la ville-district de Yushu et de la préfecture autonome tibétaine de Yushu qui la contient, dans la province chinoise du Qinghai. Comme centre politique, économique et culturel de la région, la ville est aussi souvent appelée Yushu[réf. nécessaire].
Un aéroport (le deuxième de la province après celui de Xining), situé à 26 km du centre-ville, a été ouvert au trafic le 1er août 2009.

## Histoire

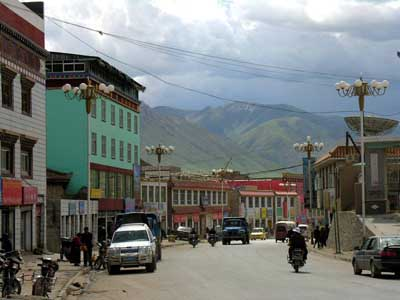
Centre ville en 2005

La ville appartenait à la province tibétaine du Kham. Elle est restée interdite aux visiteurs jusque dans les années 1990.
Devenue un lieu de pèlerinage après le passage du roi Songtsen Gampo au VIIe siècle, la ville abrite plusieurs temples et monuments, comme le monastère de Dondrub Ling construit en 1398 et qui abrite plus de 500 moines. Le temple Gyanak Mani, qui possède plus de 2 millions de pierres manis.

## Tremblement de terre de 2010
Le séisme de 2010 de Yushu touche Gyêgu le 14 avril. On rapporte que Gyêgu est la ville la plus sévèrement touchée, et la plupart des bâtiments seraient démolis, 400 morts étaient déjà annoncés le jour même. La police a pu sortir plusieurs centaines de survivants des décombres. Un avion de secours a également pu atterrir à l'aéroport.

## Patrimoine

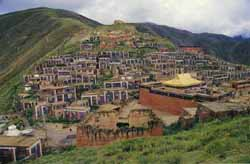
Monastère principal de Jyekundo (Gyêgu)

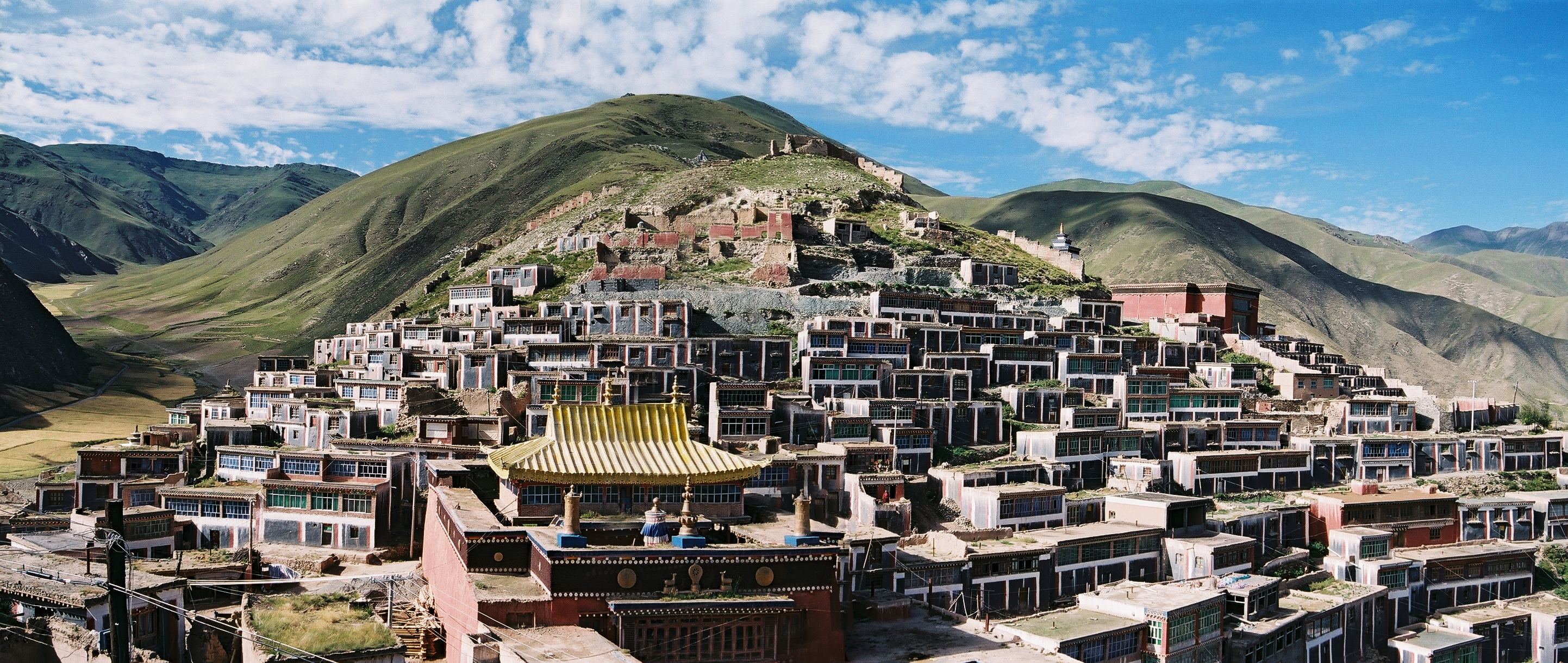
Le monastère de Jyekundo en 2004

## Transports
En 2009, un aéroport a été ouvert à proximité de Gyêgu, siège du gouvernement de la préfecture autonome tibétaine de Yushu. Il a permis d'apporter de l'aide, lors du tremblement de terre qui a secoué la région en avril 2010.
Le centre ville est situé à environ 400 km de la ligne de chemin de fer Qinghai-Tibet.

## Personnalités liées à la ville
- Thubten Chökyi Nyima, 9e panchen-lama, y est mort en 1937.
- Tashi Wangchuk y est né en 1985.
- Dudjom Sangye Pema Shepa Rinpoché 1990-2022